# Leopold Godowski
Leopold Godowski (Leopold Godowsky; ur. 13 lutego 1870 w Żoślach, zm. 21 listopada 1938 w Nowym Jorku) – amerykański pianista, kompozytor i pedagog pochodzenia żydowskiego.
Debiutował w wieku 9 lat w Wilnie, następnie odbył tournée po Polsce, Rosji i Niemczech. W 1884 podjął studia u Ernsta Rudorffa w Berlinie oraz Saint-Saënsa w Paryżu (1887–1890). W 1890 wyjechał do Stanów Zjednoczonych, gdzie pracował jako pedagog w Filadelfii i Chicago. Po występie w Berlinie w grudniu 1900, gdzie odniósł olbrzymi sukces został obwołany jednym z największych współczesnych pianistów i następcą Liszta; otrzymał tam klasę fortepianu. W 1909 został powołany na kierownika klasy mistrzowskiej w Akademie der Tonkunst w Wiedniu. W marcu 1911 występował w Polsce, w 1914 opuścił Europę i ponownie zamieszkał w USA. Koncertował w Ameryce Południowej i Azji, a po wojnie w Europie. W 1926 wystąpił ponownie w Polsce.
25 kwietnia 1930 uległ paraliżowi, który uniemożliwił mu dalszą karierę pianistyczną. Zmarł 21 listopada 1938 w Nowym Jorku.
Godowski przeszedł do historii także jako autor wirtuozowskich transkrypcji i parafraz koncertowych. Najsłynniejsze z nich to Studia na tle Etiud Chopina, trzy Metamorfozy symfoniczne na tematy Walców Johanna Straussa oraz seria Renaissance oparta na utworach francuskich klawesynistów.
W 2018 nakładem wytwórni DUX ukazała się płyta Łukasza Kwiatkowskiego z transkrypcjami Godowskiego oraz jego „Passacaglią”.